# Allodamaeus ewingi
Allodamaeus ewingi är en kvalsterart som beskrevs av Banks 1947. Allodamaeus ewingi ingår i släktet Allodamaeus och familjen Plateremaeidae. Inga underarter finns listade i Catalogue of Life.